# Diego de Ordás
Pour les articles homonymes, voir Ordas (homonymie).
Diego de Ordás ou Diego de Ordaz, né en 1480 à Castroverde de Campos (province de Zamora) et mort en 1532 au Venezuela, est un conquistador espagnol qui a notamment participé à l'expédition dirigée par Hernán Cortés au Mexique en 1519-1521.
Au cours de la marche des troupes espagnoles vers Mexico-Tenochtitlan durant l'automne 1519, il fait l'ascension du Popocatepetl avec deux autres membres de l'expédition.

## Biographie

### Dans le Nouveau Monde
Arrivé très jeune[Quand ?] à Cuba, conquise en 1511, il sert sous les ordres du gouverneur Diego Velázquez de Cuéllar.
Il prend part aux premières explorations en Colombie et à Panama. 

### L'expédition de Cortés (1519-1521)
En 1518, à la suite du voyage de Juan de Grijalva en 1518, Hernán Cortés est chargé de conduire une expédition d'exploration et de contact au Mexique. Diego de Ordas est un des membres de cette expédition, qui quitte Cuba au cours du mois de février 1519, atteignant ensuite l'île de Cozumel, puis la région de Potonchan, près de l'embouchure du rio Grijalva.
Le 25 mars 1519, il joue un rôle déterminant dans la bataille de la Centla, livrée aux Mayas du cacique Taabscob. La victoire espagnole lui est due en bonne partie[réf. nécessaire]. Ensuite, l'expédition gagne l'île de San Juan de Ulúa, puis débarque sur le continent (22 avril), en un lieu où Cortés fonde (9 juillet) Villa Rica de la Vera Cruz (actuelle Veracruz). Après avoir reçu des ambassadeurs de plusieurs peuples indigènes, notamment ceux de l'empereur aztèque Moctezuma II, Cortés décide de se rendre à Mexico-Tenochtitlan, la capitale, avec 300 Espagnols et 800 Totonaques. Diego de Ordas a le grade de capitaine. À ce moment, le but de Cortés est d'obtenir la soumission de Moctezuma à la couronne de Castille et à l'Église catholique.
La route suivie passe au pied du Popocatepetl : Diego de Ordás est le premier Européen à atteindre son sommet (5 450 m), avec deux compagnons d'armes, impressionnant grandement les Indiens totonaques et tlaxcaltèques (nouveaux alliés de Cortés) qui accompagnent l'expédition (en 1523, le roi de Castille et d'Aragon, Charles Quint, lui octroie par un décret du 22 octobre le droit de posséder un blason avec représentant le volcan).
Le 9 novembre, l'expédition arrive à Mexico, où Moctezuma II l'accueille avec les honneurs et héberge les Espagnols dans le palais de son père. 
Mais au cours des mois qui suivent, les relations se tendent gravement : en mai 1520, les habitants entrent en rébellion contre les étrangers, qui se retrouvent assiégés dans Mexico. Le 30 juin, après la mort de Moctezuma, Cortés décide de quitter la ville à tout prix : c'est la nuit appelée Noche Triste, où les Espagnols subissent de lourdes pertes. Ordas est seulement blessé. Les troupes en retraite sont vainqueurs des Aztèques le 7 juillet à Otompan et peuvent ensuite reconstituer leurs forces chez leurs alliés indiens. 
En mai 1521 commence le siège de Mexico qui se termine par la reddition de la ville en août. Cortés se retrouve, sans en avoir été officiellement chargé, à la tête d'un vaste territoire auquel il donne le nom de Nueva España.
Diego de Ordas reçoit des terres à Oaxaca et à Vera Cruz[réf. nécessaire]. [pas clair]Il navigue sur le Río Coatzacoalcos.

### L'ambassade en Espagne (1521-1525)
Il est envoyé en Espagne à la cour pour rendre compte de la conquête de l'Empire aztèque et pour essayer d'obtenir la nomination de Cortés comme gouverneur et capitaine général de la « nouvelle Espagne ».

### Le retour en Amérique (1525-1529)
Il revient au Mexique vers 1525. 
En août 1529, il reçoit la propriété du Peñón de los Baños (es), un domaine dont les terres se trouvent aujourd'hui dans les limmites de la ville de Mexico.

### La recherche d'El Dorado (1529-1532)
Il retourne ensuite en Espagne pour demander la permission[pas clair] d'explorer les terres d'El Dorado, pays  mythique de l'or, dont il pense qu'il se trouve à l'intérieur de la Colombie et du Venezuela actuels, permission qu'il obtient. 
Revenu en Amérique, il remonte l'Orénoque sur plus de 300 km, sans trouver de passage vers El Dorado.
Renonçant à son projet, il meurt sur la péninsule de Paria (actuel Venezuela). 

## Diego de Ordaz dans la culture
Diego de Ordaz est un des principaux personnages du roman historique Jicoténcal, publié anonymement à Philadelphie en 1826, longtemps attribué à l'écrivain espagnol Félix Mejía Fernández-Pacheco (es) (1776-1853) et, plus récemment, aux Cubains José María Heredia y Campuzano (1803-1839) et Félix Varela (1788-1853).